# Aistopetalum viticoides
Aistopetalum viticoides är en tvåhjärtbladig växtart som beskrevs av Schlechter. Aistopetalum viticoides ingår i släktet Aistopetalum och familjen Cunoniaceae. Inga underarter finns listade i Catalogue of Life.